# Parafia Trójcy Przenajświętszej w Indurze
Parafia Trójcy Przenajświętszej w Indurze – rzymskokatolicka parafia znajdująca się w Indurze, w diecezji grodzieńskiej, w dekanacie Grodno-Zachód, na Białorusi.
Do parafii należą kaplice w Hlebowiczach i Plebanowcach.

## Historia
Parafię i pierwszy kościół parafialny w Indurze ufundował marszałek Wielkiego Księstwa Litewskiego Jan Dowojna w 1522. W 1815 wybudowano nowy, obecny kościół, konsekrowany w 1854 przez biskupa wileńskiego Wacława Żylińskiego. W czasach komunizmu parafia funkcjonowała, będąc jedyną parafią na sowieckiej Białorusi prowadzoną przez jezuitów. W 2009 parafię przejęli księża diecezjalni.